# Mulet de lac
Couesius plumbeus · Méné de lac
Pour l’article homonyme, voir Mulet (poisson).
Genre
Espèce
Statut de conservation UICN

 LC  : Préoccupation mineure
Le Mulet de lac (Couesius plumbeus) est une espèce de poissons d'eau douce de la famille des Cyprinidae présente au Canada et dans certains états du nord des États-Unis d'Amérique. C'est la seule espèce du genre Couesius (monotypique).